# Clase Henry J. Kaiser
La clase Henry J. Kaiser es una serie de buques de aprovisionamiento que comenzaron a construirse en agosto de 1984. La clase comprende quince engrasadores que son operados por el Comando de Transporte Marítimo Militar para proporcionar reabastecimiento de combustible a los buques de combate de la Armada de los Estados Unidos y combustible para aviones para aviones a bordo de portaaviones en el mar.
Doce de los Kaiser no tienen doble casco como la mayoría de los petroleros modernos. La clase será reemplazada eserá reemplazada por la clase John Lewis.
Un barco, operado por Estados Unidos de 1987 a 1996, fue vendido a Chile en 2009 y puesto en servicio en la Armada de Chile en 2010. Dos barcos fueron desguazados en 2011 cuando aún estaban incompletos.

## Buques
| Foto                               | Buque                   | Número de casco | Estado | Años activo                                               | Página NVR |
| ---------------------------------- | ----------------------- | --------------- | --- | --------------------------------------------------------- | ---------- |
| USNS Henry J. Kaiser (T-AO-187)    | USNS Henry J. Kaiser    | T-AO-187        | Activo - desmantelamiento propuesto para 2027 | 1986–presente                                             | AO187      |
| USNS Joshua Humphreys (T-AO-188)   | USNS Joshua Humphreys   | T-AO-188        | Active - desmantelamiento propuesto para 2026 | 1987-1996; 2005-2006; 2010-presente                       | AO188      |
| USNS John Lenthall (T-AO-189)      | USNS John Lenthall      | T-AO-189        | Active - desmantelamiento propuesto para 2023 | 1987-1996; 1998–presente                                  | AO189      |
| USNS Andrew J. Higgins (T-AO-190)  | USNS Andrew J. Higgins  | T-AO-190        | Inactivo en mayo de 1996. Vendido a la Armada de Chile en mayo de 2009. Remolcado al astillero Atlantic Marine Alabama, Mobile, Alabama, en septiembre de 2009 para su reparación por tres meses. Encargado en la Armada de Chile el 10 de febrero de 2010 y rebautizado como Almirante Montt. | 1987-1996 (EE. UU.); 2010–presente (Chile)                | AO190      |
| USNS Benjamin Isherwood (T-AO-191) | USNS Benjamin Isherwood | T-AO-191        | Cancelado al 95.3% construcción, transferido al Administración Marítima, depositado en la Flota de Reserva del Río James, desguazado en 2011 | Iniciado en 1988, botado en 1991, nunca entró en servicio | AO191      |
| USNS Henry Eckford (T-AO-192)      | USNS Henry Eckford      | T-AO-192        | Cancelado al 84% construcción, transferido a la Administración Marítima, depositado en la Flota de Reserva del Río James, desguazado en 2011 | botado en 1989, nunca entró en servicio                   | AO192      |
| USNS Walter S. Diehl (T-AO-193)    | USNS Walter S. Diehl    | T-AO-193        | Dado de baja el 1 de octubre de 2022 | 1988–2022                                                 | AO193      |
| USNS John Ericsson (T-AO-194)      | USNS John Ericsson      | T-AO-194        | Activo - desmantelamiento propuesto para 2026 | 1991–presente                                             | AO194      |
| USNS Leroy Grumman (T-AO-195)      | USNS Leroy Grumman      | T-AO-195        | Activo - desmantelamiento propuesto para 2025 | 1989–presente                                             | AO195      |
| USNS Kanawha (T-AO-196)            | USNS Kanawha            | T-AO-196        | Activo | 1991–presente                                             | AO196      |
| USNS Pecos (T-AO-197)              | USNS Pecos              | T-AO-197        | Activo - desmantelamiento propuesto para 2026 | 1990–presente                                             | AO197      |
| USNS Big Horn (T-AO-198)           | USNS Big Horn           | T-AO-198        | Activo | 1992–presente                                             | AO198      |
| USNS Tippecanoe (T-AO-199)         | USNS Tippecanoe         | T-AO-199        | Activo | 1993–presente                                             | AO199      |
| USNS Guadalupe (T-AO-200)          | USNS Guadalupe          | T-AO-200        | Activo | 1992–presente                                             | AO200      |
| USNS Patuxent (T-AO-201)           | USNS Patuxent           | T-AO-201        | Activo | 1995–presente                                             | AO201      |
| USNS Yukon (T-AO-202)              | USNS Yukon              | T-AO-202        | Activo | 1994–presente                                             | AO202      |
| USNS Laramie (T-AO-203)            | USNS Laramie            | T-AO-203        | Activo | 1996–presente                                             | AO203      |
| USNS Rappahannock (T-AO-204)       | USNS Rappahannock       | T-AO-204        | Activo | 1995–presente                                             | AO204      |